# Wildgraaf (titel)
De adellijke titel van wildgraaf (Latijn : comites silvestres, dus eigenlijk waldgraaf of woudgraaf) kwam voort uit de deling in 1113 van het grafelijk huis van de Nahegouw (aan de Nahe in het huidige Rijnland-Palts). 
De eerste wildgraaf was Emicho VII (1103–1135), zoon van Emicho VI van de Nahegouw. Emicho VII was graaf van Kyrburg, Schmidtburg en Baumberg en vanaf 1129 ook van Flonheim.  In de dertiende eeuw kwam het tot verdere splitsingen.  De laatste linie Kyrburg stierf uit in 1409 en het bezit ging over naar de rijngraven, die zich voortaan wild- en rijngraven noemden.